# Манила (бухта)
Манила (таг. Look ng Maynila) — бухта в Филиппинах, у западного побережья острова Лусон, одна из лучших естественных гаваней в Юго-восточной Азии. Площадь бухты составляет 1994 км², длина береговой линии — около 190 км.
Бухта Манила была местом битвы при Кавите в 1898 году, а также осады острова Коррегидор при вторжении японских войск в 1942 году. Земли вокруг бухты — густонаселённые территории со множеством городов и крупных промышленных предприятий. Бухта Манила по-прежнему имеет важное экономическое значение.

## География

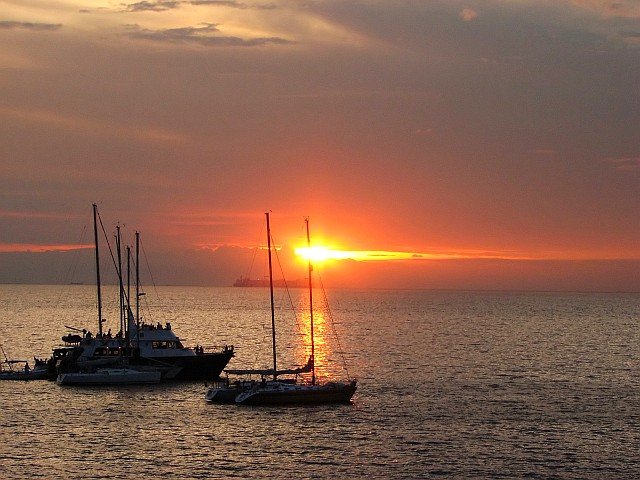
Закат над бухтой Манила

При узком входе шириной всего 19 км, бухта расширяется до 48 км в центральной части. При входе в бухту расположен остров Коррехидор, который делит его на 2 части: северную (3,2 км) и южную (10,5 км). В бухте также расположены ещё несколько более мелких островов.
Бассейн бухты Манила занимает территорию около 17 000 км², крупнейшая река, впадающая в бухту — Пампанга. Среди других рек стоит отметить реку Пасиг, соединяющую бухту с крупнейшим озером страны — Бай. При средней глубине 17 м, объём воды в бухте оценивается в 28,9 км³.